# Argentinatachoides
Argentinatachoides is een geslacht van kevers uit de familie van de loopkevers (Carabidae). De wetenschappelijke naam van het geslacht is voor het eerst geldig gepubliceerd in 2008 door Sallenave, Erwin & Roig-Junient.

## Soorten
Het geslacht Argentinatachoides is monotypisch en omvat slechts de volgende soort:
- Argentinatachoides balli Sallanave, Erwin & Roig-Junient, 2008